# ئی‌ام‌اس
ئی‌ام‌اس (انگلیسی: EMS) شرکت داروسازی برزیلی است، که در سال ۱۹۵۰ تأسیس شد.